# Жіжі (новела)
Жіжі — це новела французької письменниці Колетт, яка була видана в 1944 році. Її сюжет розвивається навколо молодої парижанки, яка працює куртизанкою, та її стосунків з багатим культурним чоловіком на ім'я Гастон, який закохується в неї та зрештою одружується з нею.
На новелі базується французький фільм 1949 року, в якому знялись Даніель Делорм та Габі Морле.
В 1951 новела була адаптована для сцени Анітою Лус. Колетт особисто відібрала з першого погляду тоді ще невідому Одрі Хепберн на головну роль. Тітку Аліцію грала легендарна Кетлін Несбітт, яка з того часу стала творчим ментором для Хепберн. Прем'єра відбулась 24 листопада 1951 року на Бродвеї в театрі Фултона. Вистава була показана 219 разів (завершилась 31 травня 1952 року) і дебют Хепберн на Бродвеї приніс їй нагороду «Театральний світ».